# New Xade

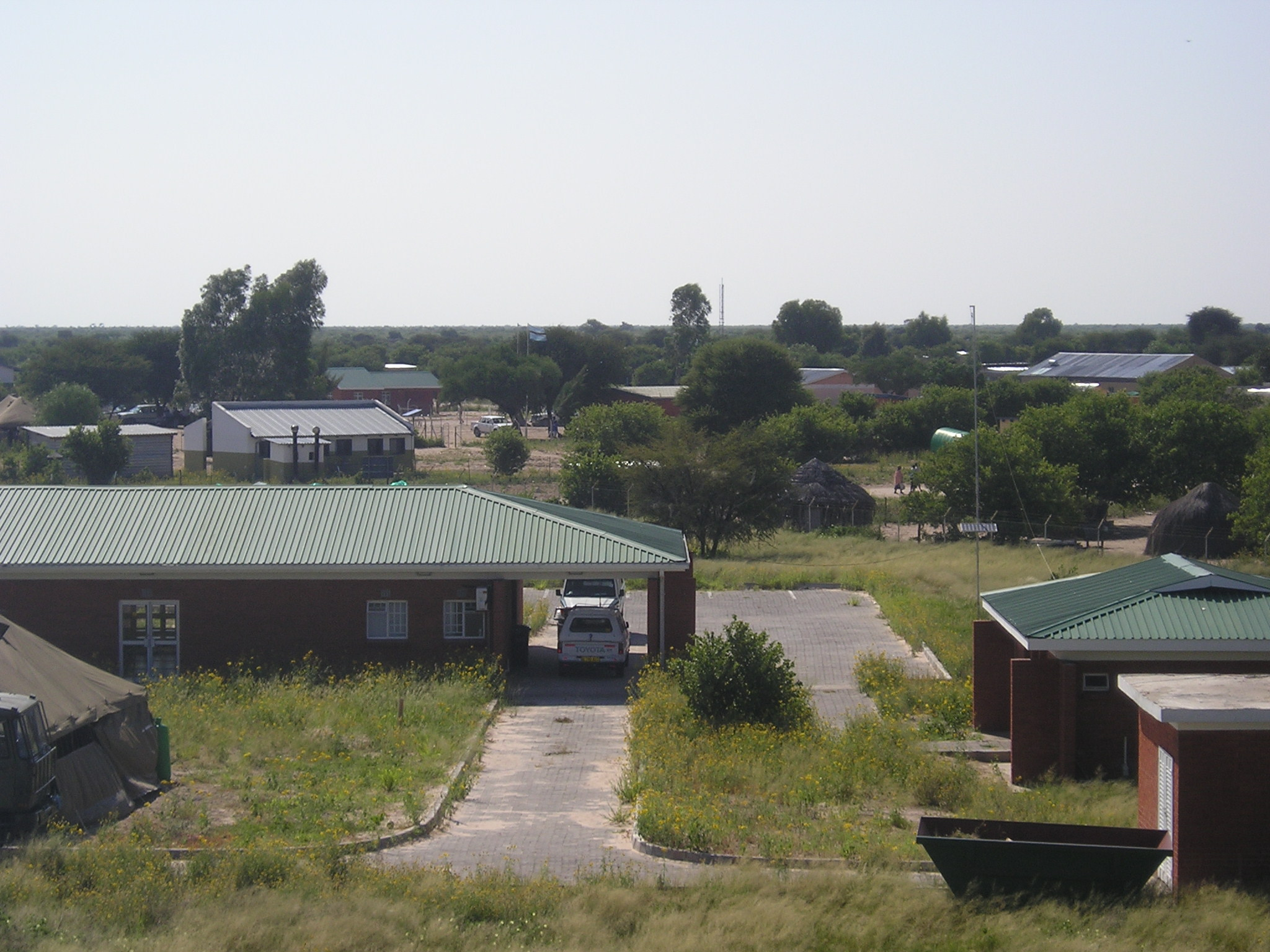
Vue de la clinique de New Xade

New Xade est une ville du Botswana.